# 나손

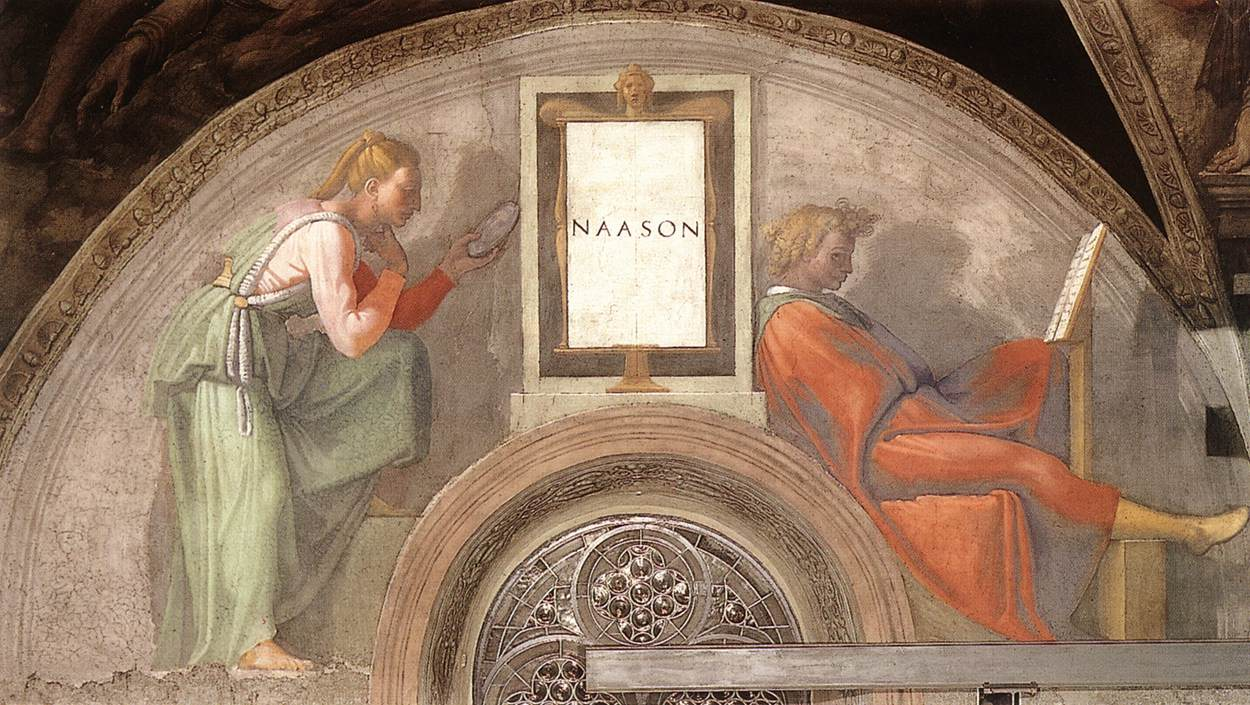

나손 또는 나흐손(히브리어: נַחְשׁוֹן Naḥšon)은 히브리어 성경에서 민수기의 광야 방랑 기간 동안 유다인의 부족 지도자였다. 흠정역에서 그 이름의 철자는 Naashon이며 현대 랍비 문맥에서는 종종 Nachshon으로 음역된다.
유대인 미드라쉬에 따르면, 그는 바다가 갈라질 때까지 머리를 깊게 파서 히브리인들의 홍해 통과를 시작한 사람이었다.

## 성경에서
히브리어 성경에 따르면 나손은 유다 5대손인 암미나답의 아들이자 아론의 처남이었다. 헬라어 신약성경에 따르면 그는 라합의 장인이기도 하다. 그는 이스라엘 사람과 유다 사람이었으며 각각 야곱, 유다, 베레스, 헤스론의 혈통을 통해 베레즈 씨족과 헤스론 씨족의 일원이었다.
민수기에 따르면 그는 출애굽 당시 시나이 인구 조사에서 최소 20세였다. 같은 설명에 따르면 나손이 포함된 애굽에서 출발한 최초의 수에 속했던 이스라엘 사람들은 약속의 땅 가나안으로 들어가기 위해 광야에서 40년을 체류하는 동안 살아남지 못했다.
나손은 하나님의 명령에 따라 모세에 의해 유다 지파의 왕자와 군사령관이자 이스라엘 지파의 지도자 중 한 사람으로 임명되었다. 그의 지파는 족장들의 서열에서 네 번째였지만 성막 봉헌식에서 그는 처음으로 봉헌물을 가져왔다. 그의 직함이나 역할은 신개정표준판(New Revised Standard Version)에서 "유다 자손의 왕자" 등 현대 영어로 다양하게 번역되어 있다.
나손은 보아스를 통해 다윗과 솔로몬과 유다 왕국의 모든 왕의 직계 조상이었다. 그는 유다와 다윗 왕 사이의 직계 남성 혈통의 정확히 중간에 있었다.
나손은 신약 성경의 예수 족보에도 언급되어 있다.

## 같이 보기
- 랍비 문학
- 히브리어 성경
- 토라